# 상용 소프트웨어
상용 소프트웨어(商用-), 커머셜 소프트웨어(commercial software), 페이웨어(payware)는 상업적 목적으로나, 판매를 목적으로 생산되는 컴퓨터 소프트웨어이다.
대개는 사유 소프트웨어인 경우가 많지만, 자유 소프트웨어 패키지 또한 상용 소프트웨어인 경우가 있다.

## 배경과 도전
프로그래밍을 통해 소프트웨어를 개발하는 일은 물리적인 상품을 개발하는 것과 필적할 정도로 시간, 노동 집약적인 과정이지만 소프트웨어를 디지털 상품으로 재생산, 복제, 공유하는 일은 비교적 쉬운 편이다. 거의 모든 물리적 상품과 제품들과 달리 특수한 기계나 값비싼 추가 자원이 필요하지 않다. 소프트웨어가 개발되면 누구든지 거의 비용을 들이지 않고 무한한 수로 복제가 가능하다. 이로 인해 컴퓨터 시대 초기에는 대중 시장을 위한 소프트웨어 상업화가 불가능하였다. 하드웨어와 달리 교역이 가능하거나 상업화가 가능한 상품으로 취급되지 않았다. 소프트웨어는 순전히 무료로 공유되거나(해커 문화) 하드웨어를 고객에게 유용하게 만들기 위한 서비스의 일부로서 판매 하드웨어와 함께 끼워져 판매되었다.
1970년대와 1980년대 컴퓨터 산업의 변화로 인해 소프트웨어는 천천히 스스로 상업화되었다. 1969년, 반독점법 소송의 위협을 받은 IBM은 (메인프레임) 소프트웨어와 서비스 비용을 별도 부과함으로써 산업 변화를 주도하였으며 소스 코드 제공을 중단하기에 이르렀다. 1983년, 바이너리 소프트웨어가 애플 대 프랭클린 법 결정에 의해 저작권 보유가 가능해졌는데, 그 이전까지는 오직 소스 코드의 저작권 보유만 가능한 상태였다. 게다가 동일 마이크로프로세서 아키텍처 기반의 수백만 대의 컴퓨터 보급과 성장으로 처음으로 호환 대중 시장이 가치를 지니게 되었으며 바이너리 리테일 소프트웨어의 상업화 준비가 이루어질 수 있었다.

## 소프트웨어의 상업화 모델
일반적인 비즈니스 상식에 따르면, 디지털 상품으로서의 소프트웨어는 사유 소프트웨어로 대중 시장에 가장 성공적으로 상업화될 수 있으며, 이는 사용자의 자유로운 공유 및 복사("소프트웨어 불법 복제")를 방지할 수 있음을 의미한다. 이에 대한 통제는 소프트웨어 저작권에 의해 달성될 수 있으며, 이는 계약법, 소프트웨어 특허, 영업 비밀과 함께 소프트웨어 소유자, 즉 지식 재산권(IP) 보유자가 배포 및 상업화에 대한 배타적 권리를 설정하는 법적 근거를 제공한다. 배타적 배포 권한을 강제하려는 기술적 메커니즘으로는 종종 소프트웨어의 저장 매체(플로피 디스크, CD 등)에 묶여 있는 복사 방지 메커니즘과, 물리적 미디어가 없는 디지털 배급 소프트웨어에서도 동일한 목적을 달성하려는 디지털 권리 관리(DRM) 메커니즘이 있다.
소프트웨어가 시장에서 이진 형태로만("클로즈드 소스") 판매될 때, 소프트웨어 파생물 및 추가 개발에 대한 배타적 통제가 추가적으로 달성된다. 복잡한 소프트웨어를 이진 형태에서 소스 코드 형태로 역공학하여 재구성하는 과정은 무단 제3자 적응 및 개발에 필요하며, 이는 번거롭고 종종 불가능한 과정이다. 이는 더 높은 가격으로 소스 코드 형태의 소프트웨어를 상업화할 수 있는 또 다른 기회를 창출한다. 예를 들어, 게임 엔진의 소스 코드를 다른 비디오 게임 개발자에게 라이선스하여 유연하게 사용하고 적응할 수 있도록 하는 것이다.
"연구 및 개발 모델", "IP-임대 모델" 또는 "사유 소프트웨어 비즈니스 모델"이라고도 불리는 이 사업 모형은 2001년 마이크로소프트의 크레이그 먼디가 다음과 같이 설명했다: "기업과 투자자는 실제 세계 경제에서 장기적으로 지속 가능한 비즈니스 모델에 집중해야 합니다... 우리는 소프트웨어의 지식 재산권을 보호하고 수익을 창출하며 지속적인 연구 개발을 유지하는 독립 소프트웨어 부문의 지속적인 활력을 보장하는 모델에 강력히 전념하고 있습니다. 지식 재산권의 중요성에 기반을 둔 이 연구 개발 모델은 기업이 자본을 조달하고, 위험을 감수하고, 장기적인 관점에서 지속 가능한 비즈니스 모델을 만들 수 있게 한 법적 기반이었습니다... 지식 재산권을 보호하는 경제 모델과 연구 개발 비용을 회수하는 비즈니스 모델은 인상적인 경제적 이점을 창출하고 이를 매우 광범위하게 배포할 수 있음을 반복적으로 보여주었습니다."

### 자유-오픈 소스 소프트웨어 상업화
상업용 사유 소프트웨어보다는 덜 일반적이지만, 자유 소프트웨어 및 오픈 소스 소프트웨어도 자유-오픈 소스 소프트웨어(FOSS) 영역에서 상업용 소프트웨어일 수 있다. 그러나 사유 모델과 달리, FOSS 상업화 모델에서는 사용자가 소프트웨어를 자유롭게 공유, 재사용 및 복제할 수 있는 능력을 제한하지 않고 상업화가 이루어진다. 이것은 자유 소프트웨어 재단이 강조하는 사실이며, 오픈 소스 이니셔티브의 기반이기도 하다.
FOSS 사업 모델에서는 소프트웨어 공급업체가 배포 비용을 청구할 수 있으며 유료 지원 및 소프트웨어 맞춤화 서비스를 제공할 수 있다.
사유 소프트웨어는 다른 사업 모델을 사용하는데, 사유 소프트웨어의 고객은 소프트웨어를 사용할 수 있는 라이선스 비용을 지불한다.
이 라이선스는 고객에게 소프트웨어의 일부 또는 어떤 부분도 스스로 구성할 수 있는 권한을 부여할 수 있다.
종종 사유 소프트웨어 구매에는 어느 정도의 지원이 포함되지만, 추가 지원 서비스(특히 기업 애플리케이션의 경우)는 일반적으로 추가 요금으로 이용할 수 있다.
일부 사유 소프트웨어 공급업체는 유료로 소프트웨어를 맞춤화하기도 한다.
자유 소프트웨어는 종종 무료로 제공되며 사유 소프트웨어에 비해 영구적으로 낮은 비용을 초래할 수 있다.
자유 소프트웨어를 통해 기업은 소프트웨어를 직접 변경하거나 프로그래머를 고용하여 자신에게 맞게 수정함으로써 특정 요구 사항에 맞게 소프트웨어를 조정할 수 있다.
자유 소프트웨어는 종종 보증이 없으며, 더 중요하게는 일반적으로 누구에게도 법적 책임을 할당하지 않는다.
그러나 소프트웨어 및 그 사용 조건에 따라 두 당사자 간에 보증이 허용된다.
이러한 계약은 자유 소프트웨어 라이선스와는 별도로 체결된다.

## 수용 및 영향
상업을 지원하는 소프트웨어 패키지 및 서비스의 전부 또는 일부가 점점 더 FOSS 소프트웨어로 제공되고 있다.
여기에는 레드햇, 애플, 화웨이, 썬 마이크로시스템즈, 구글, 마이크로소프트의 제품이 포함된다.
마이크로소프트는 "상용 소프트웨어"라는 용어를 사용하여 자신들의 사업 모형을 설명하지만 대부분 사유 소프트웨어이다.
스탠디시 그룹의 보고서에 따르면, 오픈 소스의 채택으로 사유 소프트웨어 산업의 연간 매출이 약 600억 달러 감소했다.

## 같이 보기
- 무료 소프트웨어
- 오픈 소스
- 응용 소프트웨어
- 시스템 소프트웨어